# Hypena neavei
Hypena neavei là một loài bướm đêm trong họ Erebidae.